# هور أبي كلام
هور أبي كلام وهو أحد الاهوار في العراق يقع غرب نهر دجلة بين العمارة ومجرى هور الحمار تصب في هذا الهور عدة قنوات تحمل مياه دجلة وهي المجر الصغير البتيرة والمجر الكبير.